# Guiu IV de Spoleto
Guiu IV de Spoleto i I de Benevent, fou marcgravi de Camerino i duc de Spoleto com a successor del seu oncle valencià Lambert II de Spoleto (fill de Guiu III de Spoleto) el 889 que li va cedir el govern, però va conservar alguns drets. Era fill de Guiu II de Spoleto.
El 895 va ocupar el [ducat de Benevento] i es va proclamar duc. Va oferir la regència al seu aliat i cunyat Guaimar I de Salern, casat amb la seva germana Itta, però Guaimar fou capturat quan anava cap a Benevent per Adelfer, el gastald d'Avellino. Guiu va haver d'assetjar Avellino per aconseguir l'alliberament del seu cunyat.
Després de quasi dos anys de governar Benevent i de 8 anys de governar Camerino i Spoleto, va anar a Roma per entrevistar-se amb el seu oncle Lambert II i quan era al Tíber fou assassinat per agents d'Alberic, un noble romà emparentat amb la familia de comtes de Túsculum, que es va proclamar marcgravi i duc (Alberic I)